# Johann Friedrich Karl II. von Alvensleben

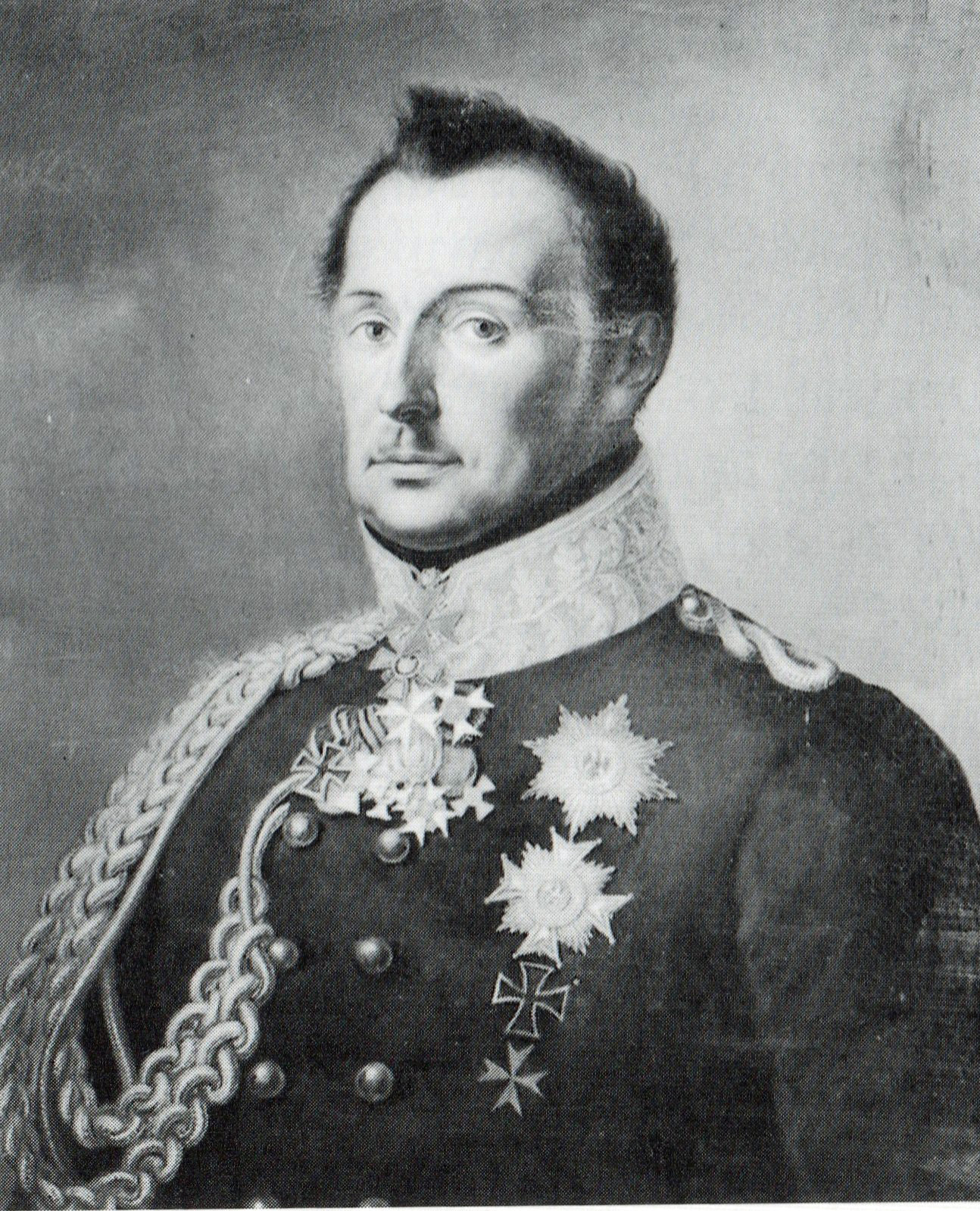
Gebhard von Alvensleben

Johann Friedrich Karl II. Gebhard von Alvensleben (* 7. September 1778 in Eichenbarleben; † 12. Februar 1831 in Schochwitz) war ein preußischer Generalleutnant und Besitzer des Rittergutes Schochwitz.

## Leben

### Familie
Er entstammte der niederdeutschen Adelsfamilie von Alvensleben und war der jüngste Sohn des Landrates Gebhard XXVIII. von Alvensleben (1734–1801) aus Eichenbarleben und von dessen Ehefrau Johanna Caroline Christiana, geborene von Alvensleben aus dem Hause Calbe-Roda (1746–1787). Sein Vater erwarb 1783 das Gut Schochwitz und übertrug es ihm 1799.

### Militärkarriere
Bereits mit zwölf Jahren trat er im Juli 1791 als Gefreiterkorporal in das Infanterieregiment des Herzogs von Braunschweig ein, wurde im April 1793 Fähnrich und im Oktober 1797 – mit 19 Jahren – Sekondeleutnant. In den Befreiungskriegen 1813 kämpfte er mit Auszeichnung an den Schlachten bei Großgörschen, Bautzen, Dresden und Leipzig teil. Im Januar 1814 zum Oberst ernannt, führte er die preußischen Garden in der Schlacht bei Paris am 30. März 1814 so erfolgreich, dass Zar Alexander I. ihm noch auf dem Schlachtfeld seinen eigenen Orden des Heiligen Georg überbringen ließ. Durch seine Eroberung des Dorfes Pantin war der Weg nach Paris frei. Er erhielt dafür auch das Ritterkreuz des Maria-Theresien-Ordens.
Im Jahre 1817 wurde Alvensleben zum Generalmajor befördert. Ab 1818 war er Kommandeur der 1. Garde-Division, ab 1820 Kommandeur der 2. Garde-Division. 1829 zum Generalleutnant befördert, musste er 1830 aus gesundheitlichen Gründen seinen Abschied nehmen. Alvensleben gehörte als Ritter des Ordens Pour le Mérite mit Eichenlaub, beider Klassen des Eisernen Kreuzes, des Roten Adlerordens I. Klasse mit Eichenlaub und zahlreicher weiterer hoher Auszeichnungen zu den höchstdekorierten Offizieren der Preußischen Armee. Seine Krankheit und sein früher Tod im Alter von 52 Jahren beendete seine weitere militärische Karriere.

### Familie
Alvensleben heiratete am 10. Juni 1800 Caroline von Hirschfeld (1783–1849), Tochter des preußischen Generals Karl Friedrich von Hirschfeld und dessen Ehefrau Karoline Friederike Philippine, geborene von Faggyas. Aus der Ehe gingen elf Kinder hervor, darunter der spätere Generalleutnant Hermann von Alvensleben (1809–1887).